# Joseph-François Snel
Joseph-François Snel (Brussel·les, 30 de juliol de 1793 - Koekelberg el 10 de març de 1861) fou un compositor belga.
Estudià en el Conservatori de París i després ingressà com a violí solista en l'orquestra del Gran Teatre de Brussel·les, que dirigí des de 1830. També fou violí de l'orquestra particular del rei, mestre de capella de Sant Miquel i Santa Gúdula i director de la banda de la Guàrdia cívica i de la Grande Harmonie. També va dirigir des de 1828 l'Escola Normal de directors de bandes militars, i l'any següent se'l nomenà inspector general de les Escoles de música creades per als diferents cossos de l'exèrcit. A més, fundà una acadèmia per l'ensenyança de la música pel mètode mutu i simultani de Wilhem, que arribà a comptar amb 400 alumnes. Dotat d'extraordinària activitat, va compondre, malgrat de les seves múltiples ocupacions, òperes, balls, simfonies, misses, motets, cantates, concerts per a diversos instruments, fantasies sobre òperes, etc.